# Burrard (poloostrov)

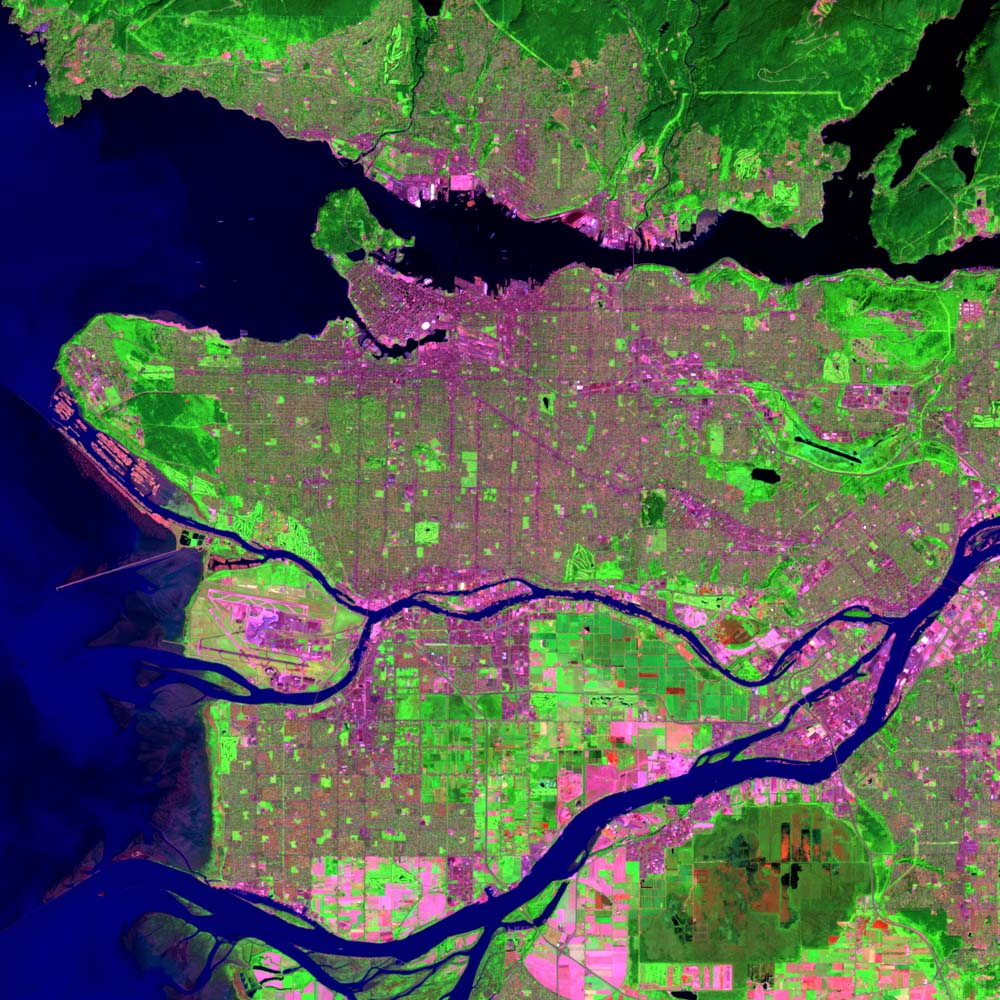
Satelitní fotografie okolí Vancouveru s viditelnou západní a střední částí poloostrova Burrard

Poloostrov Burrard leží na jihovýchodě kanadské provincie Britská Kolumbie, v oblasti Lower Mainland. Na severu je ohraničený fjordem Burrard, na jihu řekou Fraser, na západě úžinou Strait of Georgia a na východě řekou Pitt. Většinu západní části poloostrova zabírá město Vancouver.
Indiánské obyvatelstvo z kmene Squamish nazývalo oblast od West Point Grey po park Central Park ve městě Burnaby Ulksen, nebo Ulxen. Obyvatelé poloostrova nenazývají tuto oblast poloostrov Burrard moc často, spíše ji říkají buď Lower Mainland, nebo přímo podle míst ležících na poloostrově.

## Rozloha
Poloostrov připojuje k pevnině jeho severozápadní část, skrz kterou vede trasa Kanadské pacifické železnice (CPR). Směřuje z Port Moody do východní části zátoky Burrard přes města Coquitlam a Port Coquitlam, jihovýchodně od řeky Pitt. Od místa, kde se trasa železnice střetává s řekou Pitt, poloostrov směřuje 40 kilometrů směrem na západ, do Point Grey, kde vyčnívá z vod úžiny Strait of Georgia. Poloostrov dosahuje téměř po celé délce šířky šesti až osmi kilometrů.

## Města a osady na poloostrově
Mezi města na poloostrově Burrard patří podle polohy od západu na východ Vancouver, Burnaby, New Westminster, Port Moody, Coquitlam a Port Coquitlam. Oblast náležící univerzitě – University Endowment Lands (sídlo hlavního kampusu Univerzity Britské Kolumbie) leží na západě poloostrova v Point Grey a je součástí nezačleněného území v regionálním okrese Metro Vancouver. Směrem na sever od úžiny oddělující poloostrov od pevniny se nachází osady Belcarra a Anmore, které sice neleží na poloostrově, avšak dá se do nich dostat jen cestami vedoucími z poloostrova Burrard.

## Charakter terénu
Poloostrov Burrard se skládá z kopcovité plošiny dosahující výšky 100 až 150 metrů nad mořem. Plošinu rozděluje prohlubeň, která směřuje ze severozápadu na jihovýchod, přičemž se ze západu na východ skládá:
- ze zátoky False Creek, jež odděluje poloostrov od Downtownu ve Vancouveru
- z depa železnic Burlington Northern Santa Fe (BNSF) a Kanadské národní železnice – Canadian National Railway (CNR) ležícího na východním konci zátoky False Creek
- z příkopu Grandview Cut, skrz který vedou dráhy obou železnic a trasa nadzemního metra SkyTrain
- ze zátoky Still Creek vlévající se do jezera Burnaby Lake
- z jezera Burnaby, které vytéká do řeky Brunette River
- z řeky Brunett, která je posledním velkým přítokem řeky Fraser, vlévá se do ní u města New Westminster

Z plošiny stoupá ve Vancouveru hora Little Mountain, jež patří do parku Queen Elizabeth Park (vrchol dosahuje výšky 170 metrů nad mořem), ve městě Burnaby vrch Capitol Hill (výška přibližně 220 m) a vrch Burnaby Mountain (sídlo hlavního kampusu Univerzity Simona Frasera, vysoký přibližně 380 metrů). Plošinu na východě ohraničuje řeka Coquitlam, která teče směrem na jih, z jezera Coquitlam. Její ústí leží proti proudu řeky Brunette. Oblast ležící na východ od řeky Coquitlam je téměř celá plochá a v malé nadmořské výšce, výjimku tvoří osamocený vrch Mary Hill ve městě Port Coquitlam (přibližně 70 m).

## Využití poloostrova
Poloostrov Burrard je hustě zastavěné území, má nejvyšší hustotu obyvatelstva v regionálním okrese Metro Vancouver i v celé provincii Britská Kolumbie. Původně na celém jeho území rostly husté lesy, od poloviny 19. století se začal měnit na velkoměsto. Největší zalesněné plochy jsou v parku Pacific Spirit Regional Park v Point Grey, ve Stanley Parku v Downtownu Vancouveru, v oblastech okolo hory Burnaby Mountain, u jezer Deer Lake a Burnaby Lake ve městě Burnaby, v parku Mundy Park a u řeky Coquitlam ve stejnojmenném městě.